# Чендлер Бінг
Че́ндлер Мю́ріел Бінг (англ. Chandler Muriel Bing) — персонаж популярного американського телевізійного серіалу «Друзі», зіграний Меттью Перрі.

## Біографія
Чендлер народився в родині письменниці еротичних романів Нори Тайлер Бінг та гомосексуала-трансвестита, зірки Лас-Вегаса Чарльза Бінга, який переодягався в жінку. Коли Чендлеру було дев'ять років, батьки сказали йому, що вони вирішили розійтись. Оскільки це сталося на День подяки, це свято для Чендлера стало малоприємним.
У коледжі Чендлер мешкав в одній кімнаті з Росом Геллером, який став його найліпшим другом. Тоді ж Чендлер познайомився із сестрою Роса, Монікою, та її подругою, Рейчел. Після закінчення коледжу він та Моніка (зі своєю подругою Фібі) зняли квартири в одному будинку навпроти один одного. Трохи пізніше сусідом Чендлера по квартирі став Джої Трібіані, довершивши, таким чином, шістку нерозлучних друзів.
У шостому сезоні Чендлер переїздить до квартири Моніки, а в сьомому відбувається їхнє весілля. До початку стосунків з Монікою він тривалий час зустрічався з дивною дівчиною на ім'я Дженіс.
Упродовж більшості епізодів серіалу Чендлер був офісним працівником і спеціалізувався на статистичному аналізі і реконфігурації даних. Однак пізніше він влаштувався молодшим копірайтером в рекламну компанію.

## Стосунки

### Стосунки з Монікою Геллер
Чендлер та Моніка вперше познайомилися ще у коледжі, а згодом стали чудовими друзями. Чендлер натякав Моніці на можливість тісніших стосунків ще в третьому сезоні серіалу, однак тоді все обмежилося жартами. Справжній роман почався між ними на весіллі Роса в Лондоні. Там Чендлер і Моніка, будучи напідпитку, провели ніч разом. Після цього, повернувшись до Нью-Йорку, вони тривалий час приховували свої стосунки, але врешті-решт їхню таємницю було викрито.
У шостому сезоні Чендлер переїхав до квартири Моніки, а в кінці сьомого відбулося весілля (священиком виступив Джої, що отримав сан через Інтернет). Оскільки, як з'ясувалося, Чендлер та Моніка не могли мати дітей, вони вирішили всиновити дитину. В останньому сезоні серіалу на світ з'явилися близнюки Джек (на честь батька Моніки) та Еріка (за ім'ям жінки, що їх народила).

### Інші подруги Чендлера
- Дженіс. Зустрічався з нею протягом кількох сезонів, постійно кидаючи її.
- Аврора. Зустрів її в «Епізоді з задом» на одній з вистав Джої. Вона виявилася італійкою з чарівним акцентом. Пізніше виявилося, що в неї є чоловік — Рік та бойфренд — Ітан. Це й стало причиною їхнього розриву попри всі почуття Чендлера до неї.
- Кейті. Спочатку, вона була дівчиною Джої, але кинула його заради Чендлера. Вони розійшлися через безглузді та необґрунтовані ревнощі до її партнера по постановці. Але пізніше Кейті на зло йому зрадила з іншим, тим самим підтвердивши його здогадки. В «Епізоді, в якому Рейчел закохана» вони розійшлися.

### Дружба з Джої Трібіані
Найкращий друг Чендлера актор Джої Трібіані з'явився в житті друзів випадково: він прийшов за оголошенням Чендлера, який шукав сусіда, щоб винаймати квартиру.
Разом вони пережили безліч кумедних історій: забули сина Роса в автобусі, завели Курча та Качку, побудували шафу, що перегородила всю кімнату, пережили пограбування, змінили обідній стіл на настільний футбол і чимало іншого.
Хоча Чендлер постійно кепкував з Джої, вони залишалися найкращими друзями і підтримували один одного в усіх ситуаціях. Коли ж Моніка та Чендлер вирішили придбати власний будинок, вони сказали, що в ньому обов'язково буде окрема кімната для Джої.

## Характер
Чендлер — слабохарактерна, невпевнена в собі та підвладна зовнішньому впливу людина (саме через це вони з Монікою швидко порозумілися). Йому не дуже щастить з жінками. Крім того, нездорова сімейна атмосфера, в якій він виріс, подарувала Чендлеру низку комплексів, від яких він захищається численними жартами. Один із комплексів пов'язаний з його другим ім'ям Мюріел (рідкісне похідне від давньоірландського, у формі Muriel вважається жіночим).
Попри всі комплекси, Чендлера поважають колеги та керівництво. Спілкуючись із підлеглими, він може виявити твердість характеру. Багато хто, особливо не знайомі з ним люди вважають, що Чендлер — гомосексуал. Ця підозра посилюється тим, що він мешкає з Джої. Друзі та колеги Чендлера стверджували, що в ньому присутня певна «риса», яка викликає такі підозри, але, в чому вона полягає, пояснити не могли. Також Чендлер є великим прихильником мюзиклів, що, виходячи з американських стереотипів, вважається ознакою гомосексуальності.
Чендлер у минулому курив і періодично, в моменти сильних переживань, тягнеться до цигарки. Шлюб із Монікою позитивно вплинув на характер персонажа, у силу чого Чендлер став поводитися впевненіше і навіть заперечувати дружині в низці ситуацій під час прийняття життєво важливих рішень.

## Цікаві факти
- Саме Чендлер сказав останню репліку в серіалі: «Звісно. Де?»
- У Чендлера був третій сосок. Однак після того, як через нього від Чендлера пішла дівчина (в якої на додачу до всього був протез ноги), він видалив його.
- Френк Буффе Молодший назвав одного зі своїх дітей Чендлером навіть попри те, що народилася дівчинка.
- John Bennett Perry, справжній батько Меттью Перрі, з'являвся в «Епізоді з новою сукнею Рейчел» як батько Джошуа, тодішнього бойфренда Рейчел.